# Cactoblastis cactorum
Cactoblastis cactorum syn. Zophodia cactorum – gatunek nocnego motyla z rodziny omacnicowatych (Pyralidae), powszechnie znany jako zjadacz opuncji. Pochodzi z Ameryki Południowej (Argentyna i Brazylia). Gąsienice Cactoblastis cactorum żyją i żerują na opuncjach skutecznie ograniczając ich populację, z tego powodu gatunek introdukowano w wielu regionach świata.

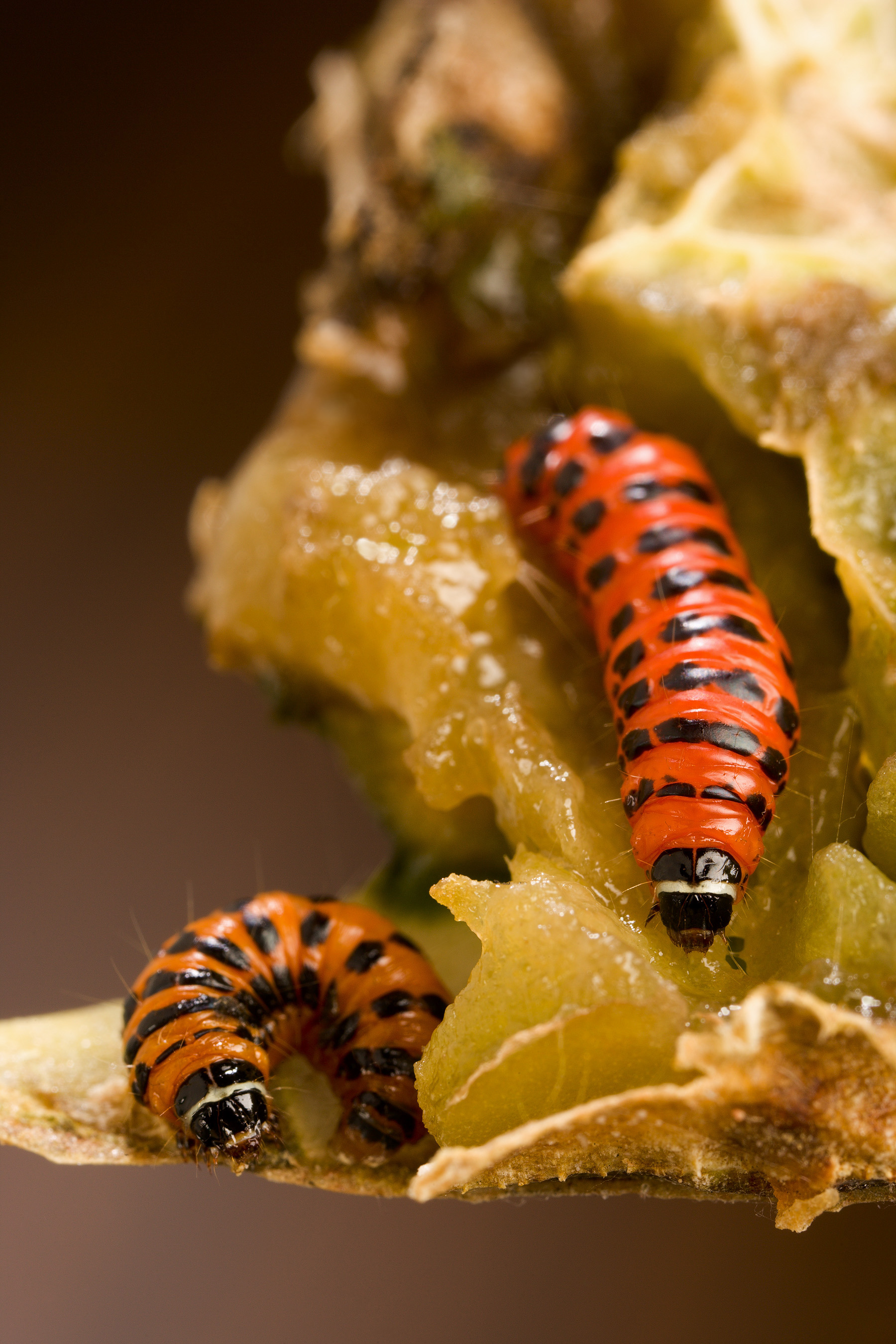
Larwy Cactoblastis cactorum